# Знак Таніт
Знак Таніт — антропоморфний символ пунічної богині Таніт, присутній на багатьох археологічних залишках карфагенської цивілізації.

Символ має багато варіантів, але основна форма складається з диска на вершині трикутника, розділеного горизонтальною лінією, як схематичне зображення людини.
Найдавнішим відомим знаком Таніт був кулон, знайдений у будівлі 11 століття до н.е в Мегіддо. Інші підвіски знака виявлені в Ашкелоні, Тель-Міхалі, Мареші, Сайді та Мотії. В Ашкелоні була знайдена монета зі знаком ΦΑΝΗΒΑΛΟΣ (фінікійський титул богині, що означає «лице Ваала (Хаммона)»).
Перше повідомлення про зображення знака було на початку 19 століття на стелі, викопаній на місці Карфагена. Археологічні розкопки згодом виявили зображення на інших опорах, таких як мозаїка або навіть кераміка.
Символ використовується в деяких контекстах у сучасному Тунісі. Наприклад, він з'явився на Tanit d'or, головному призі кінофестивалю в Карфагені, що проводиться раз на два роки, з моменту його заснування в 1966 році.

## Галерея

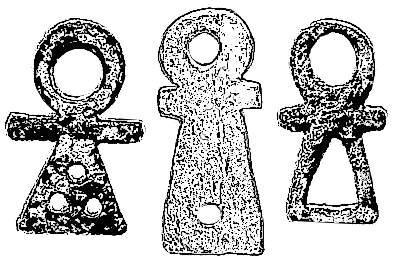
Підвіска зі снаком Таніт знайдена в Ашкелоні
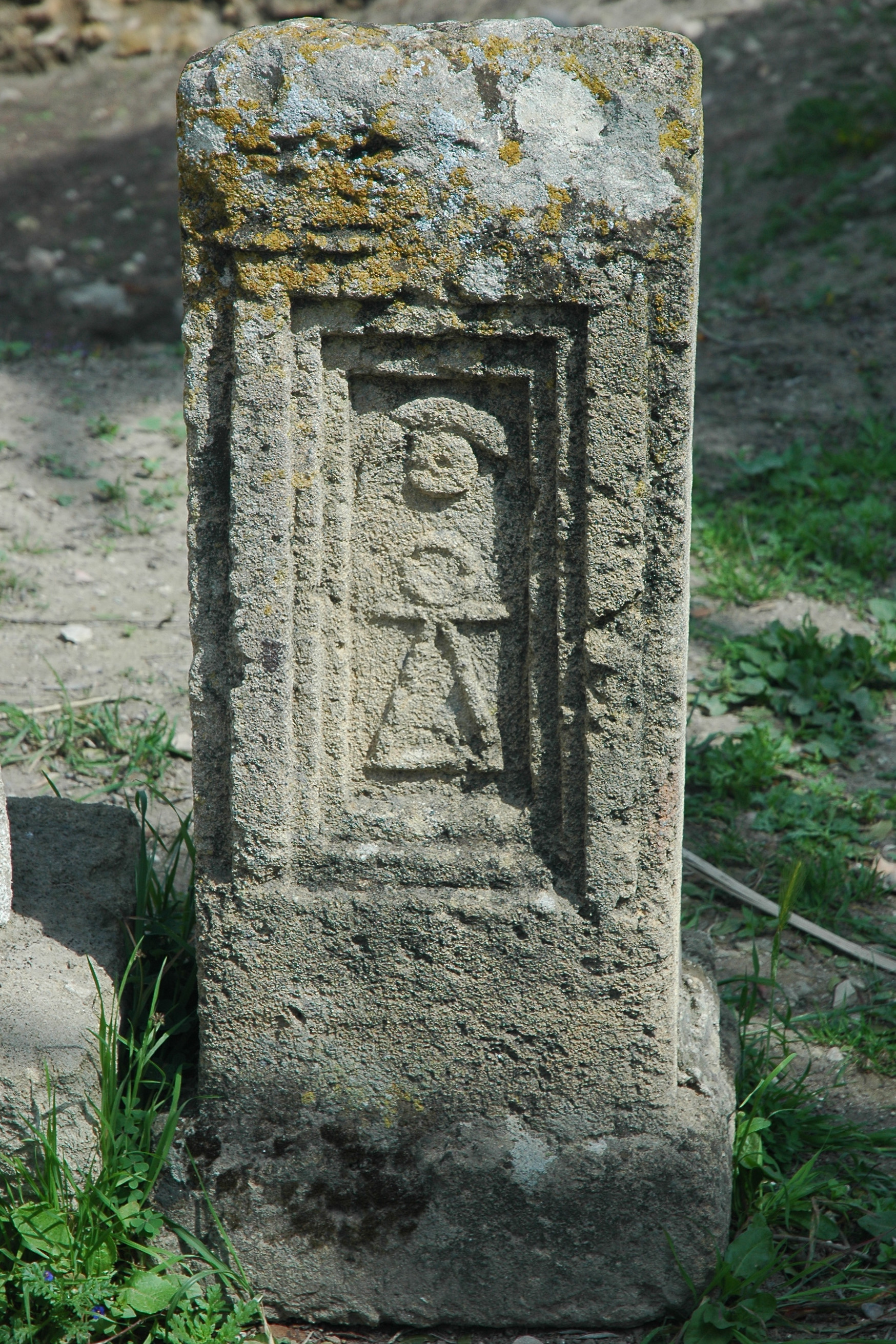
Стела некрополя Карфагена
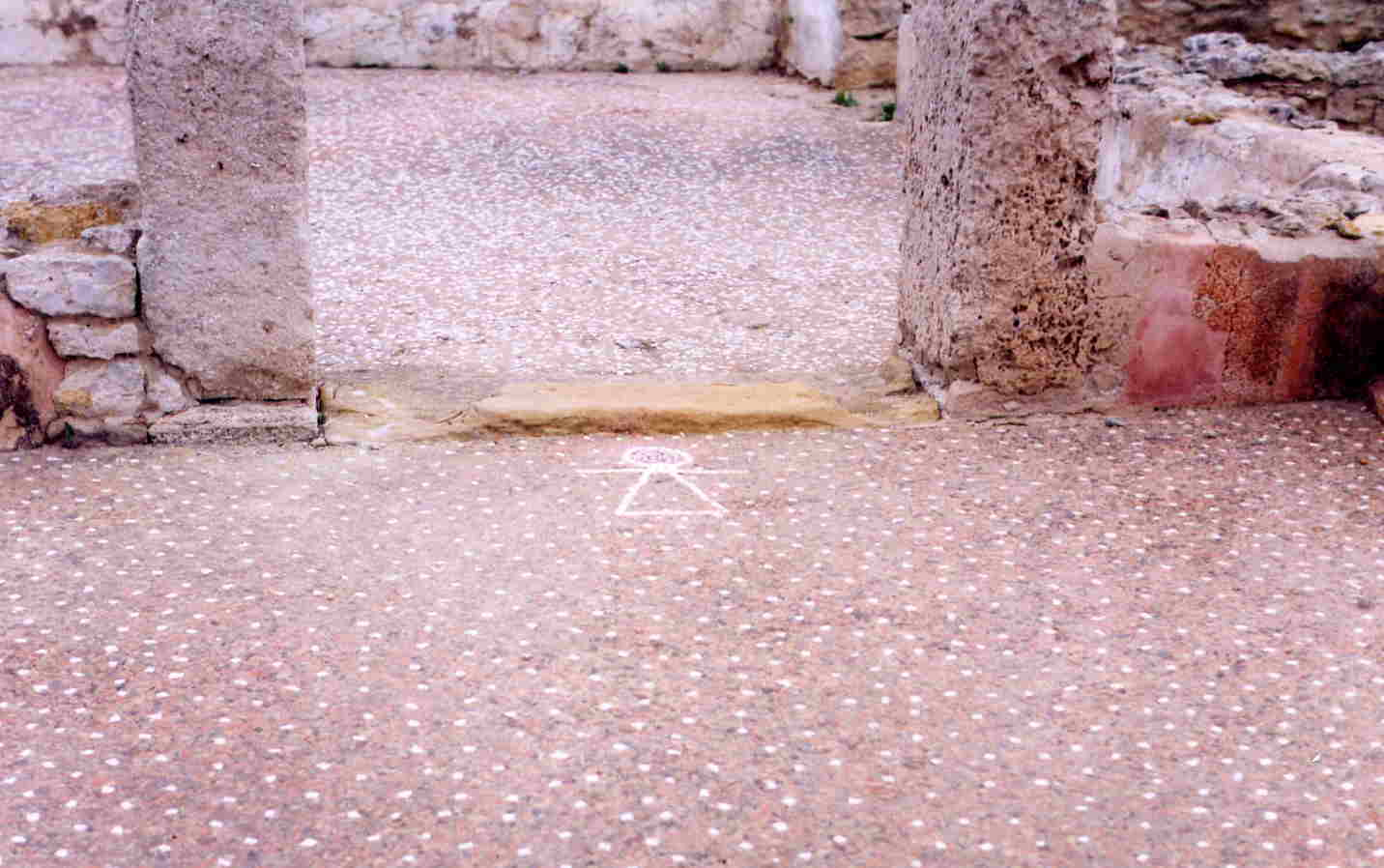
Зображення знака Таніт у Керкуане
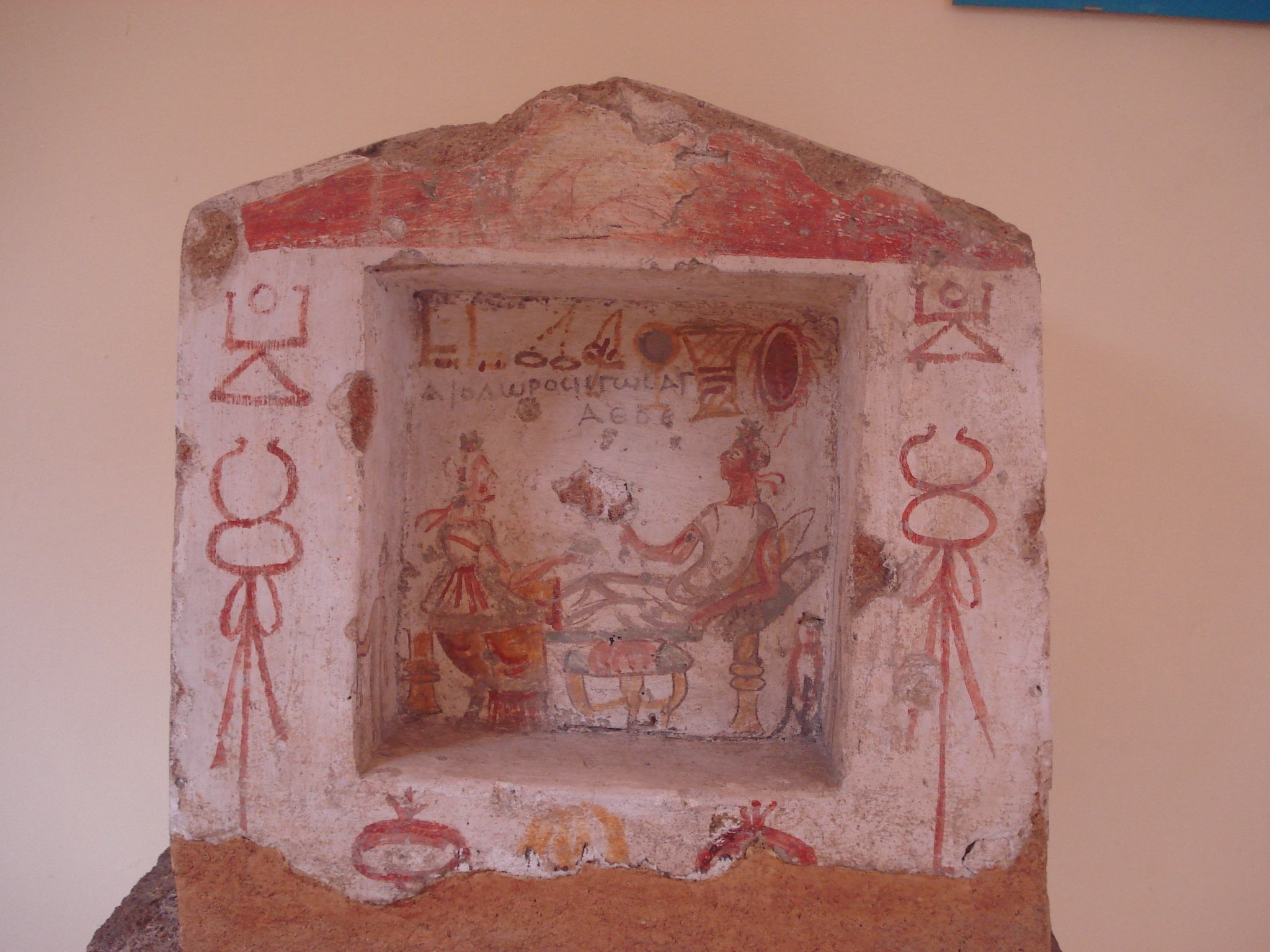
Греко-пунічна похоронна едикула Марсали з намальованим знаком Таніта
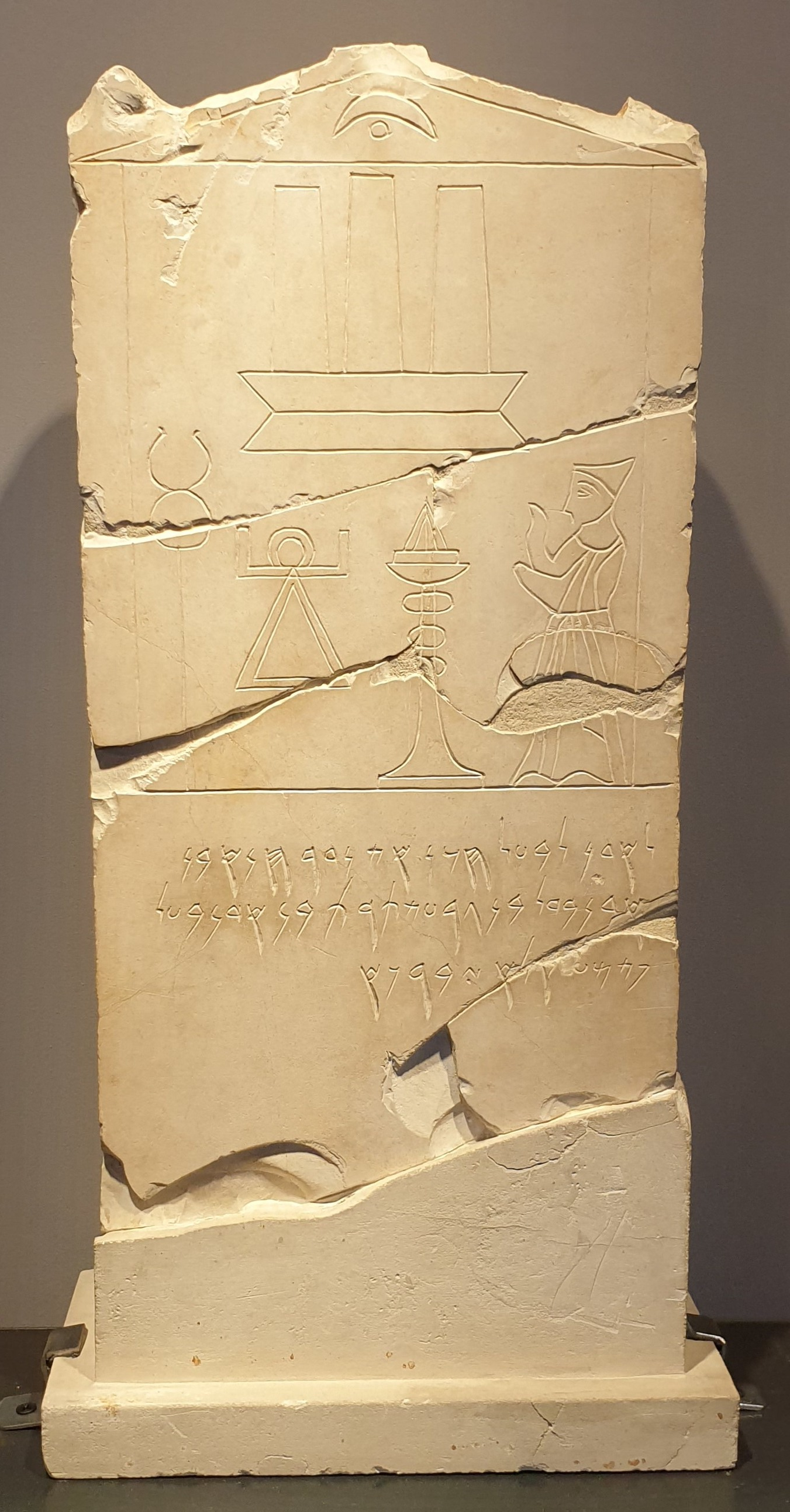
Знак Таніт на стелі Лілібея
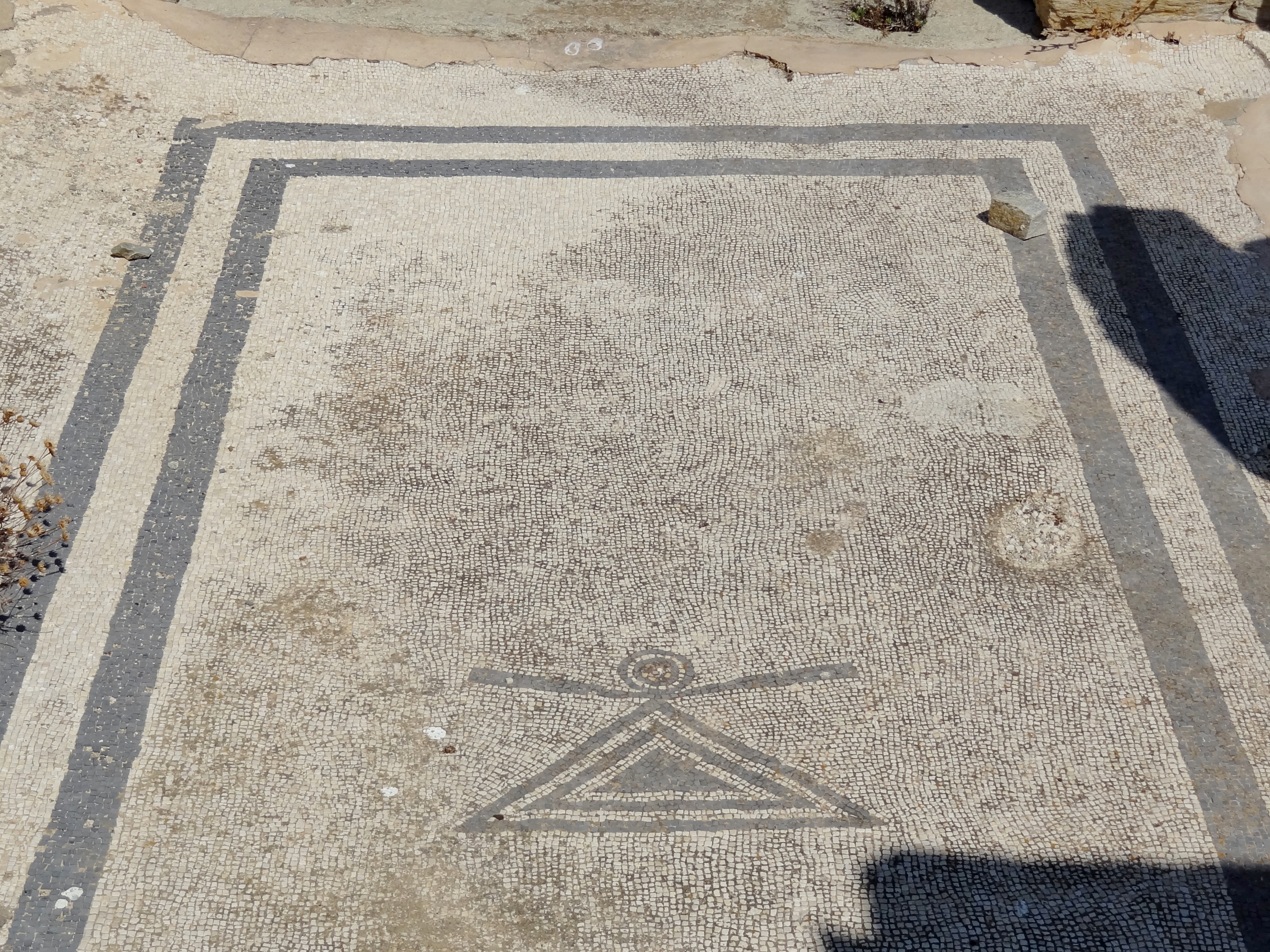
Tanit's sign in a Delian mosaic in the house of the dolphins
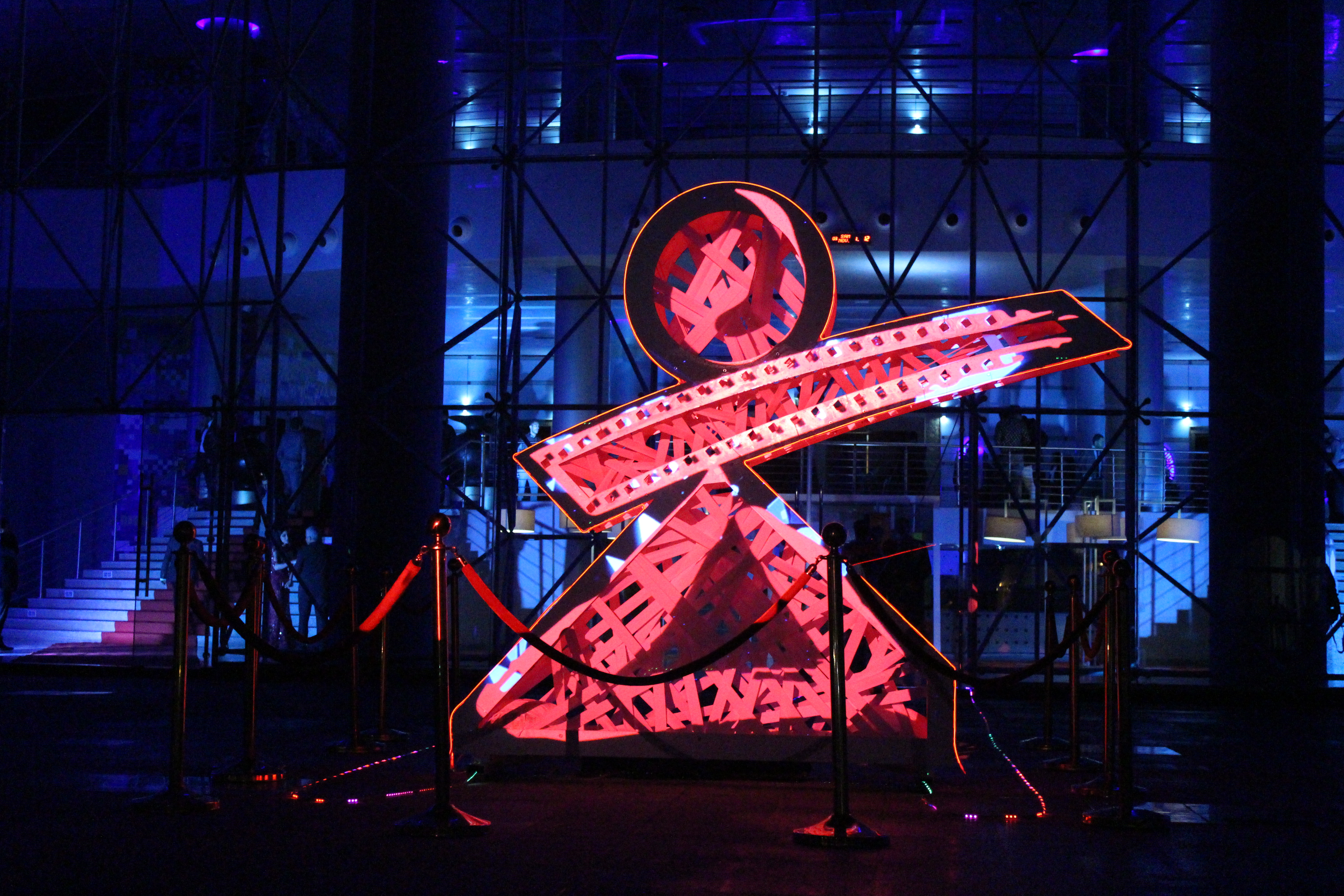
Знак Modern Tanit на церемонії відкриття Карфагенського кінофестивалю 2018